# Hadenoecus subterraneus
Hadenoecus subterraneus är en insektsart som först beskrevs av Scudder, S.H. 1861.  Hadenoecus subterraneus ingår i släktet Hadenoecus och familjen grottvårtbitare. Inga underarter finns listade i Catalogue of Life.